# Архивы планеты

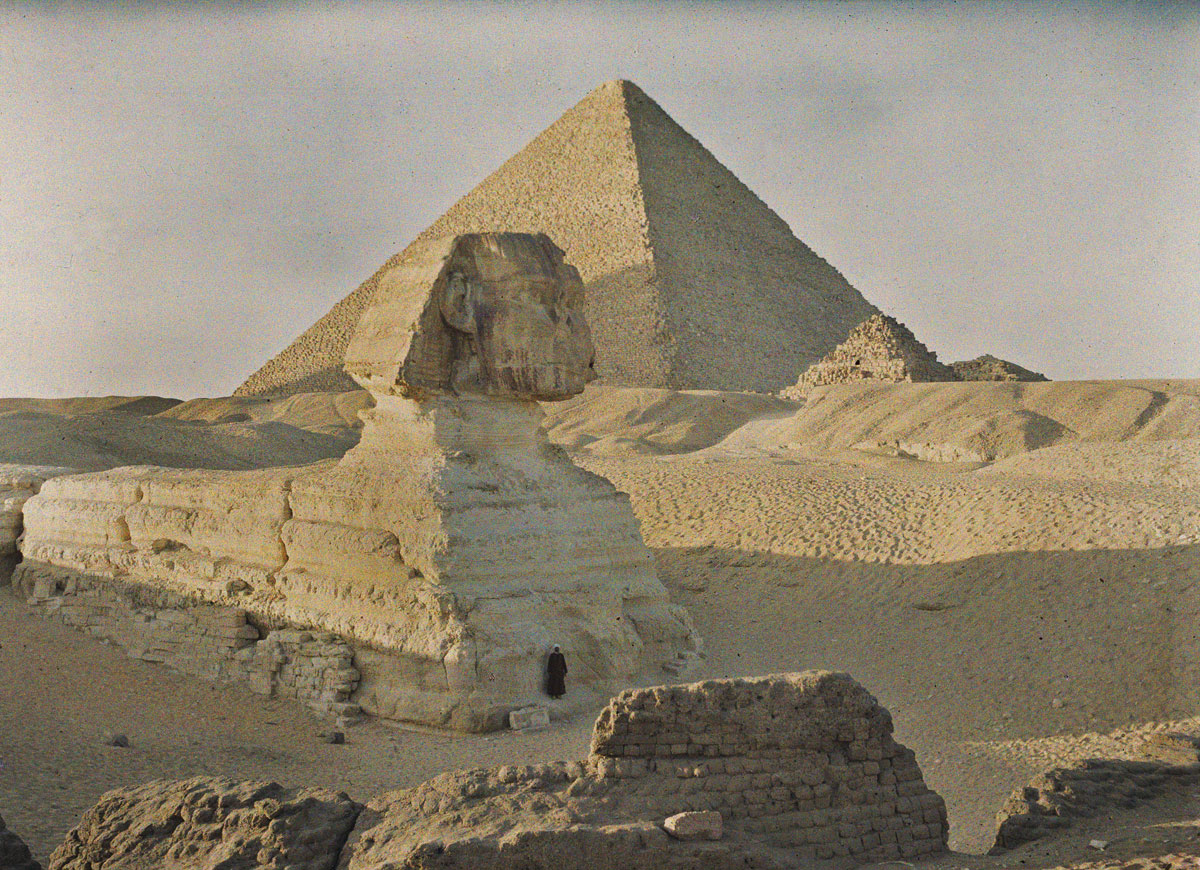
Пирамида Хеопса и Большой Сфинкс. 1914 год

Архи́вы плане́ты (фр. Les archives de la planète) — проект, осуществлявшийся с 1908 по 1931 год с целью фотографирования национальных культур по всему миру. Он был спонсирован французским банкиром Альбером Каном. В результате было отснято 183 000 метров плёнки и 72 000 цветных фотографий из 50 стран. Начавшись с кругосветного путешествия, которое Кан совершил со своим шофёром, проект расширился и включил в себя экспедиции в Бразилию, сельскую Скандинавию, Балканы, Северную Америку, Ближний Восток, Азию и Западную Африку. В ходе путешествия Кан документировал исторические события, такие как последствия Второй Балканской войны, Первая мировая война и война за независимость Турции. Проект был вдохновлён интернационалистическими и пацифистскими убеждениями Кана. Проект был остановлен в 1931 году после того, как Кан потерял большую часть своего состояния в результате краха фондового рынка в 1929 году. С 1990 года коллекция находится в ведении Музея Альбера Кана. Большинство изображений доступны в Интернете.

## История

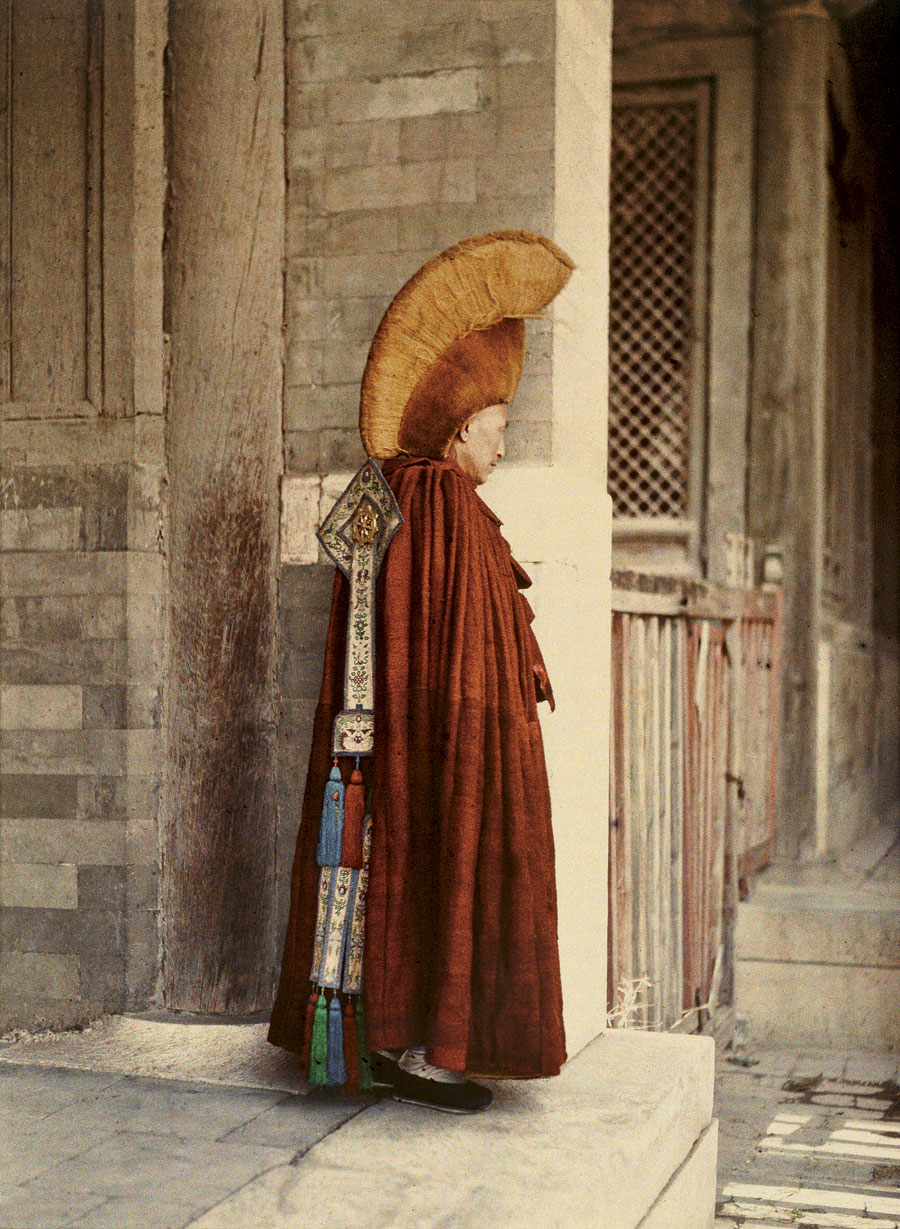
Лама. Пекин, 1913

В ноябре 1908 года Альберт Кан, французский банкир из еврейской семьи, сколотивший состояние на спекуляциях на развивающихся рынках, отправился в кругосветное путешествие со своим шофёром Альфредом Дутертре. Дутертр фотографировал места, которые они посетили, используя технику, называемую стереографией, которая была популярна среди путешественников, поскольку её фотопластинки были маленькими и требовали короткого времени экспозиции. Он также привёз плёночную камеру Pathé и несколько сотен цветных пластинок. Сначала они остановились в Нью-Йорке, затем в Ниагарском водопаде и Чикаго. После краткого пребывания в Омахе (штат Небраска), Дутертр и Кан отправились в Калифорнию, где Дутертр сделал снимки руин, оставшихся после землетрясения 1906 года в Сан-Франциско. 1 декабря они вдвоём сели на пароход, идущий в Иокогаму в Японии. По дороге они провели девятнадцать часов на остановке в Гонолулу (Гавайи). Они пересекли линию перемены дат 12 декабря и прибыли в Иокогаму шесть дней спустя. После Японии их путешествие по Азии проходило через Китай, Сингапур и Шри-Ланку.
Вернувшись во Францию, Кан нанял профессиональных фотографов Стефана Пассе и Огюста Леона, последний из которых, вероятно, отправился с Каном в поездку по Южной Америке в 1909 году, во время которой были сделаны цветные фотографии Рио-де-Жанейро и Петрополиса. Другие экспедиции включали посещение Леоном сельской местности Норвегии и Швеции в 1910 году.
Проект официально начался в 1912 году, когда географ Жан Брюн согласился руководить проектом в обмен на кафедру в Коллеж де Франс, предоставленную Каном. Стереография была заменена автохромным процессом, который давал цветные фотографии, но требовал длительной экспозиции, и были добавлены движущиеся изображения. Кан задумал проект как «инвентаризацию поверхности земного шара, населённой и освоенной человеком, какой она предстаёт в начале XX века», и надеялся, что проект будет способствовать его интернационалистским и пацифистским идеалам, а также документированию исчезающих культур. Философ Анри Бергсон, близкий друг Кана, оказал сильное влияние на этот проект.
В 1912 году Пассет был отправлен в Китай (первая официальная миссия проекта) и Марокко, в то время как Брюнес отправился с Леоном в Боснию и Герцеговину, а затем в 1913 году Македонию. Экспедиция была прервана Второй Балканской войной; когда война закончилась, Пассет отправился в регион, чтобы задокументировать её последствия.
Леон совершил две поездки в Великобританию в 1913 году, фотографируя достопримечательности Лондона, такие как Букингемский дворец и собор Святого Павла, а также сцены в сельской местности Корнуолла. В том же году Маргарет Меспуле, единственная женщина, работавшая фотографом в проекте, отправилась на запад Ирландии. После Британии Леон отправился в Италию в сопровождении Брюнса. В том же году Пассет вернулся в Азию. Сначала он отправился в Монголию, а затем в Индию, где в январе 1914 года британские власти отказали ему в проезде через Хайберский перевал в Афганистан, где он хотел сфотографировать народ афридии. В том же году армейский офицер и фотограф-доброволец Леон Буси прибыл во Французский Индокитай, где пробыл до 1917 года.
Начало Первой мировой войны заставило изменить фокус проекта. Кан, будучи французским патриотом, несмотря на свои интернационализм, послал своих фотографов запечатлеть последствия войны для Франции и разрешил использовать фотографии для пропаганды, хотя большинство фотографов держались подальше от линии фронта. В 1917 году Кан заключил сделку с армией, чтобы два их фотографа сделали снимки для его Архива. Фотографии времён войны в конечном итоге составили 20 % Архива.
В 1920-х годах фотографов посылали в Ливан, Палестину и Турцию, где они документировали французскую оккупацию Ливана и турецкую войну за независимость. Фредерик Гадмер был отправлен в Веймарскую Германию в 1923 году; среди сцен, которые он снимал, были последствия неудавшегося сепаратистского восстания Рейнской республики в Крефельде. Последняя поездка в Индию была совершена в 1927 году, где фотограф Роже Дюма запечатлел золотой юбилей Джагатджита Сингха, правителя штата Капуртала. В декабре предыдущего года Дюма был в Японии на похоронах императора Ёсихито.
В 1920-х годах фотографы Кана несколько раз возвращались в Америку. В 1923 году Люсьен Ле Сен снял фильмы о французском рыбаке в Северной Атлантике. В 1926 году Брюн и Гадмер в течение трёх месяцев путешествовали по Канаде, посетив, помимо прочего, Монреаль, Виннипег, Калгари, Эдмонтон и Ванкувер. В 1930 году Гадмер организовал первую и единственную крупную экспедицию проекта в Африку к югу от Сахары, во французскую колонию Дагомея (современный Бенин).
К 1931 году, когда проект был остановлен после краха фондового рынка в 1929 году, который обанкротил Кана, операторы Кана посетили 50 стран и собрали 183 тысячи метров плёнки, 72 тысячи автохромных цветных фотографий, 4000 стереограмм и 4000 чёрно-белых фотографий.

## Содержание Архива

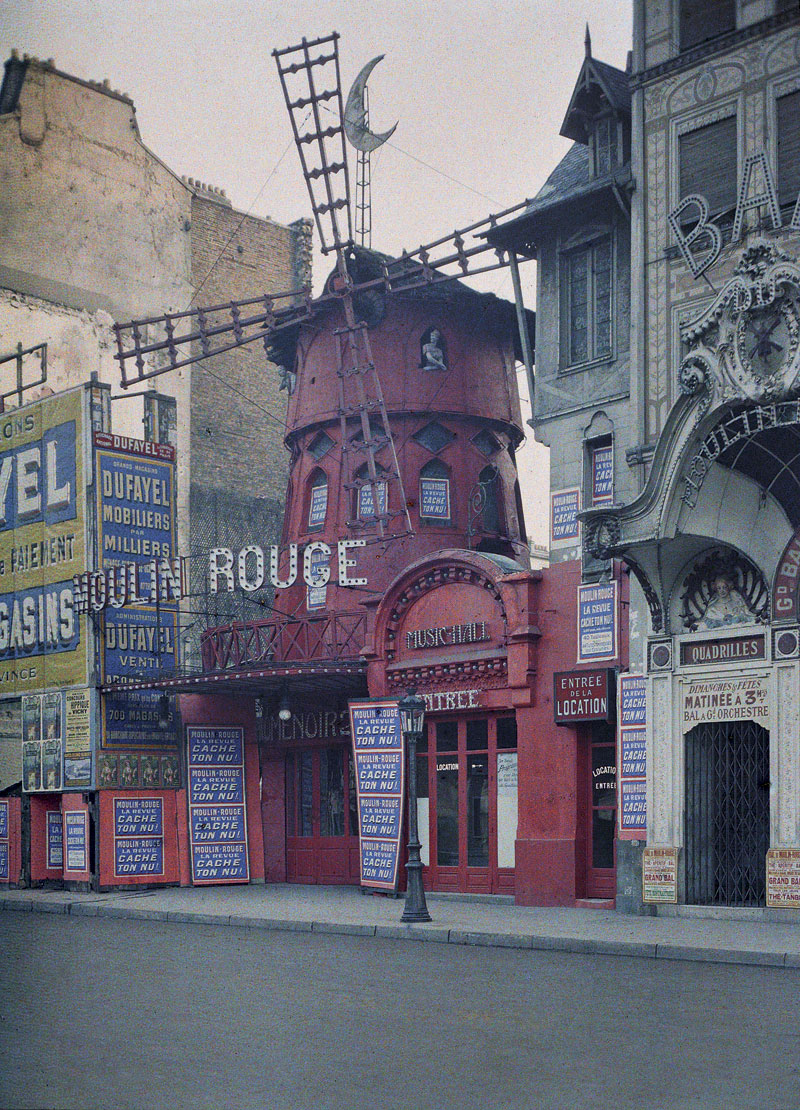
Мулен Руж (Париж, 1914)

Дэвид Окуэфуна описывает Архив как «монументально амбициозную попытку создать фотографическую запись человеческой жизни на Земле», а содержание Архива очень разнообразно по тематике. Во время первых экспедиций в Европу Брюнхес поручал фотографам запечатлеть географию, архитектуру и культуру мест, которые они посещали, но также дал им свободу фотографировать другие вещи, которые привлекли их внимание. Изображения в Архиве включают такие достопримечательности, как Эйфелева башня, пирамида Хеопса в Гизе, Ангкор-Ват, Тадж-Махал, а также многочисленные портреты представителей рабочего класса в Европе и членов традиционных обществ в Азии и Африке. Во многих случаях операторы Кана делали некоторые из самых ранних цветных фотографий своих пунктов назначения. Из-за длительной выдержки, необходимой для автохромирования, фотографы в основном ограничивались съёмкой неподвижных или позирующих объектов.
Около пятой части фотографий в Архиве были посвящены Первой мировой войне. Они включали изображения тыла, военной техники, портреты отдельных солдат (в том числе некоторых из французской колониальной империи) и зданий, повреждённых в результате обстрелов. Лишь на нескольких фото явно изображены мёртвые солдаты.
Некоторые материалы в Архивах были противоречивыми, в частности, фильм, снятый Леоном Буси, в котором вьетнамская девочка-подросток раздевается. Занятый проинструктировал девушку пройти через её ежедневный ритуал одевания; он снял фильм не в фокусе, чтобы скрыть её наготу. На других кадрах, снятых в Касабланке в 1926 году, проститутки обнажали свою грудь.
Архив также включает в себя тысячи портретных фотографий, в основном снятых в поместье Кана в Булонь-Бийанкур. Среди них такие государственные деятели, как премьер-министр Великобритании Рамсей Макдональд, премьер-министр Франции Леон Буржуа, британский физик Джозеф Томсон, французские писатели Колетт и Анатоль Франс, бенгальский поэт Рабиндранат Тагор, американский лётчик Уилбур Райт и многие другие.
С 1990 года коллекция находится в ведении Музея Альбера Кана, который сделал большинство изображений доступными для широкой публики в Интернете.

## Галерея

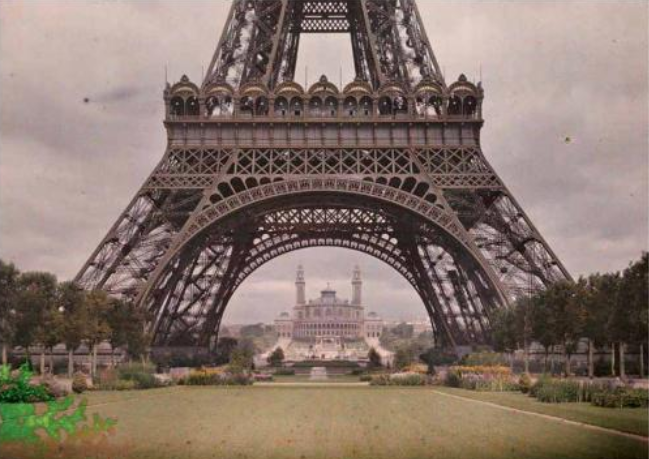
Эйфелева башня и Дворец Шайо (Париж, 1912)
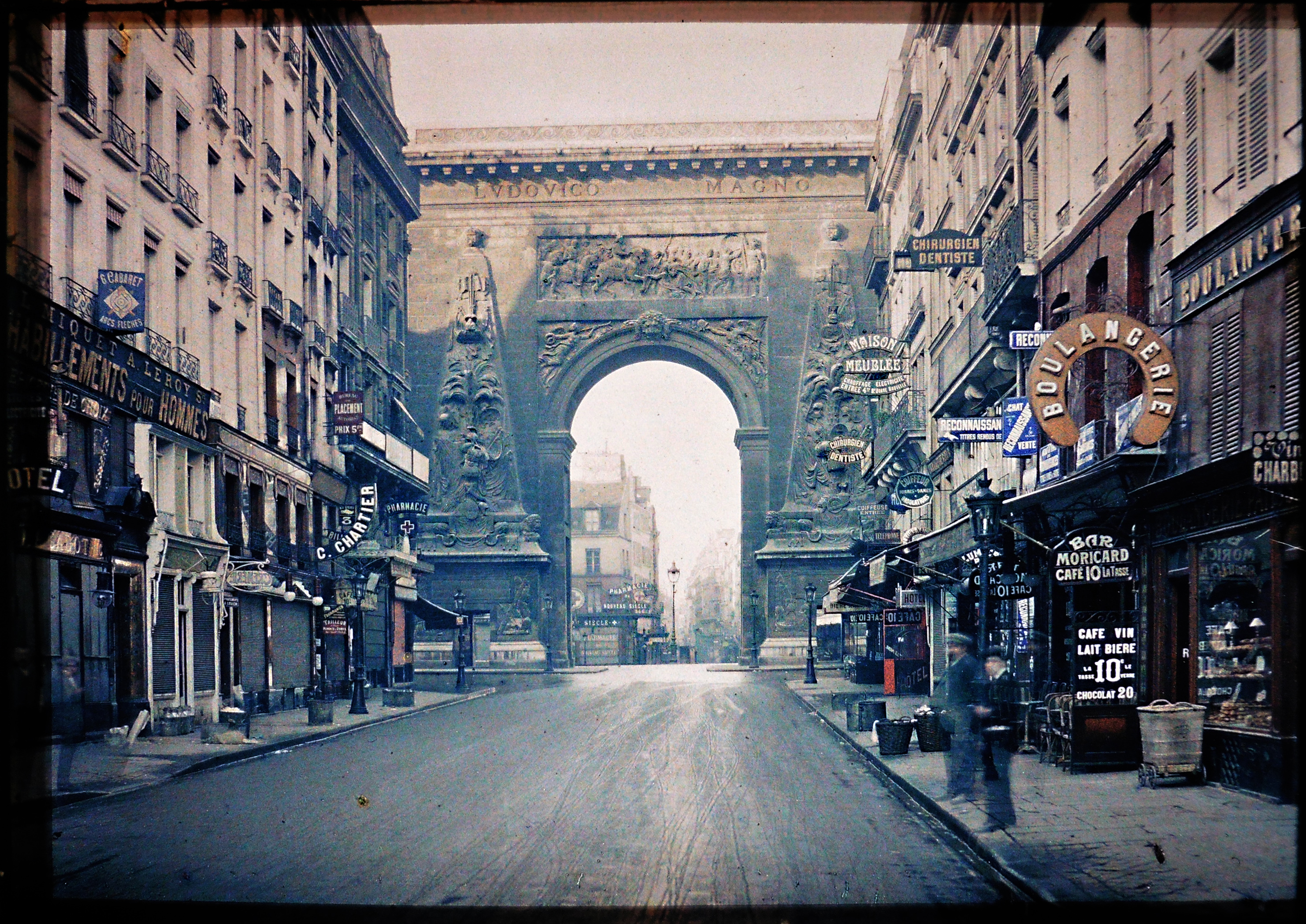
Ворота Сен-Дени (Париж, 1914)
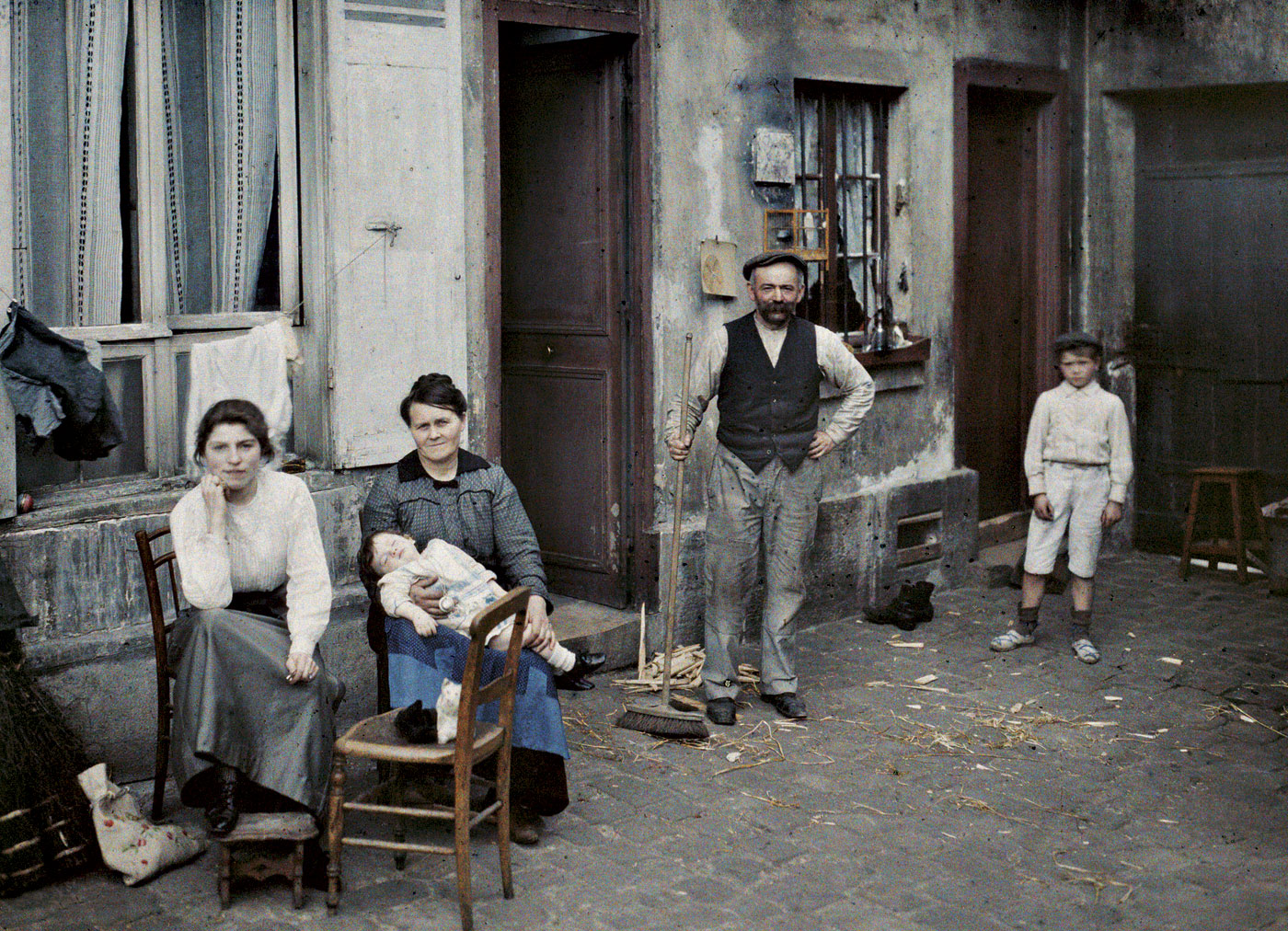
Семья (Париж, 1914)
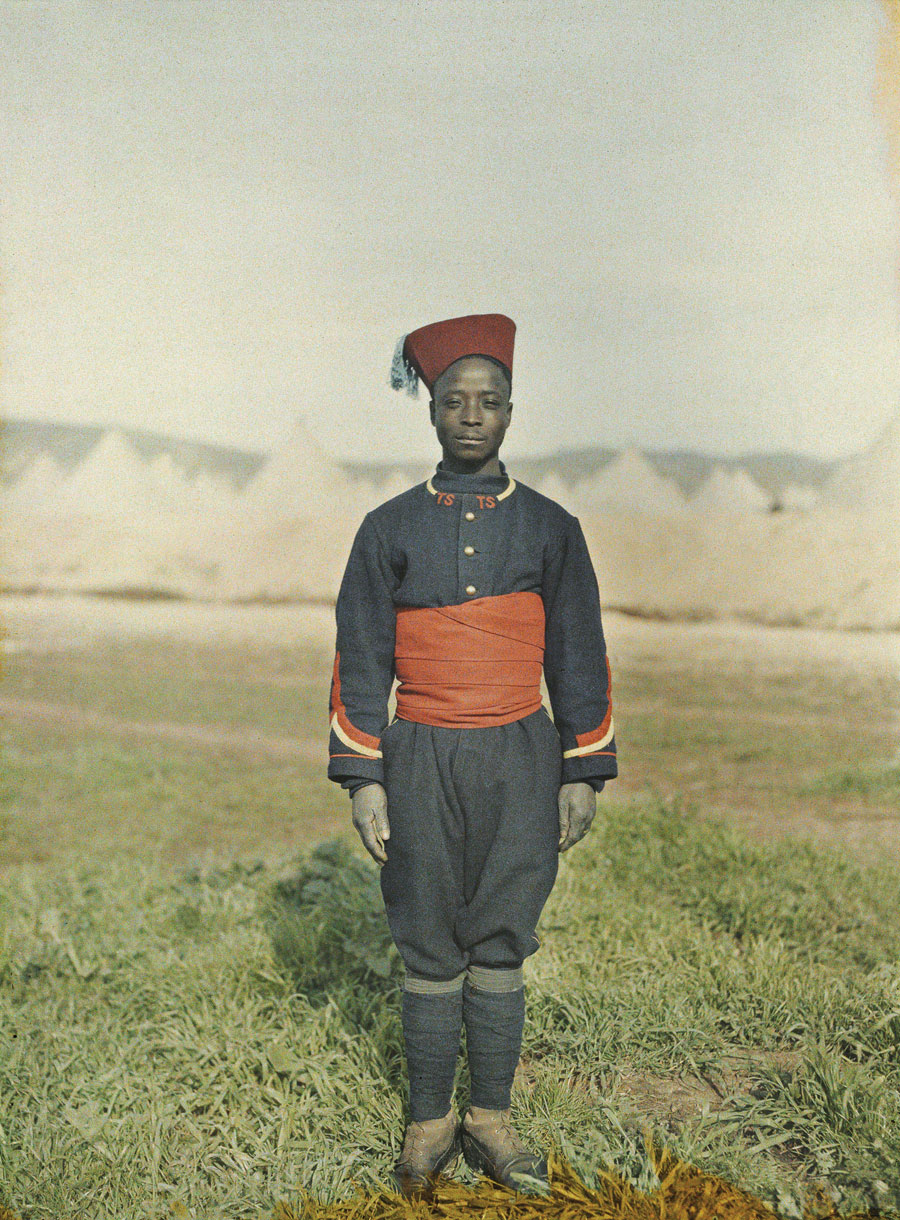
Сенегальский стрелок (Фес, Марокко, 1913)
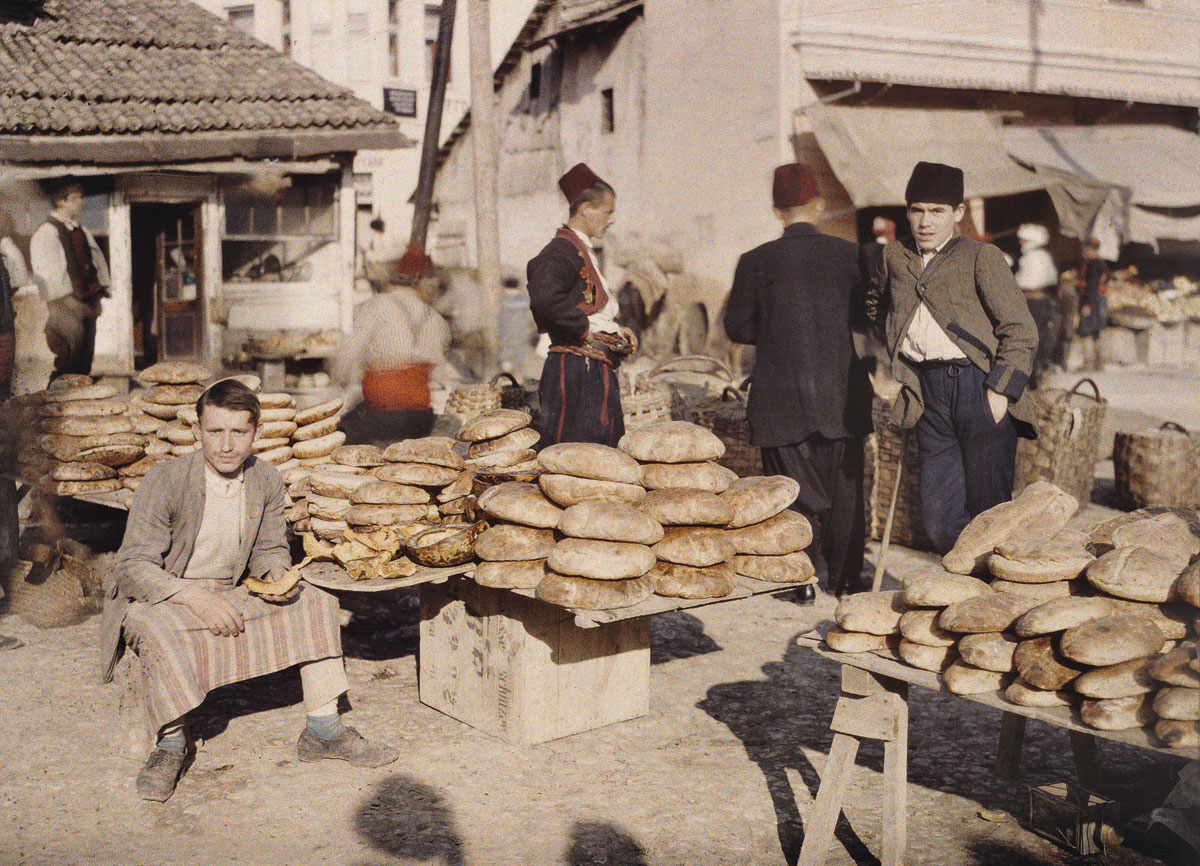
Рынок (Сараево, Босния и Герцеговина, 1912)
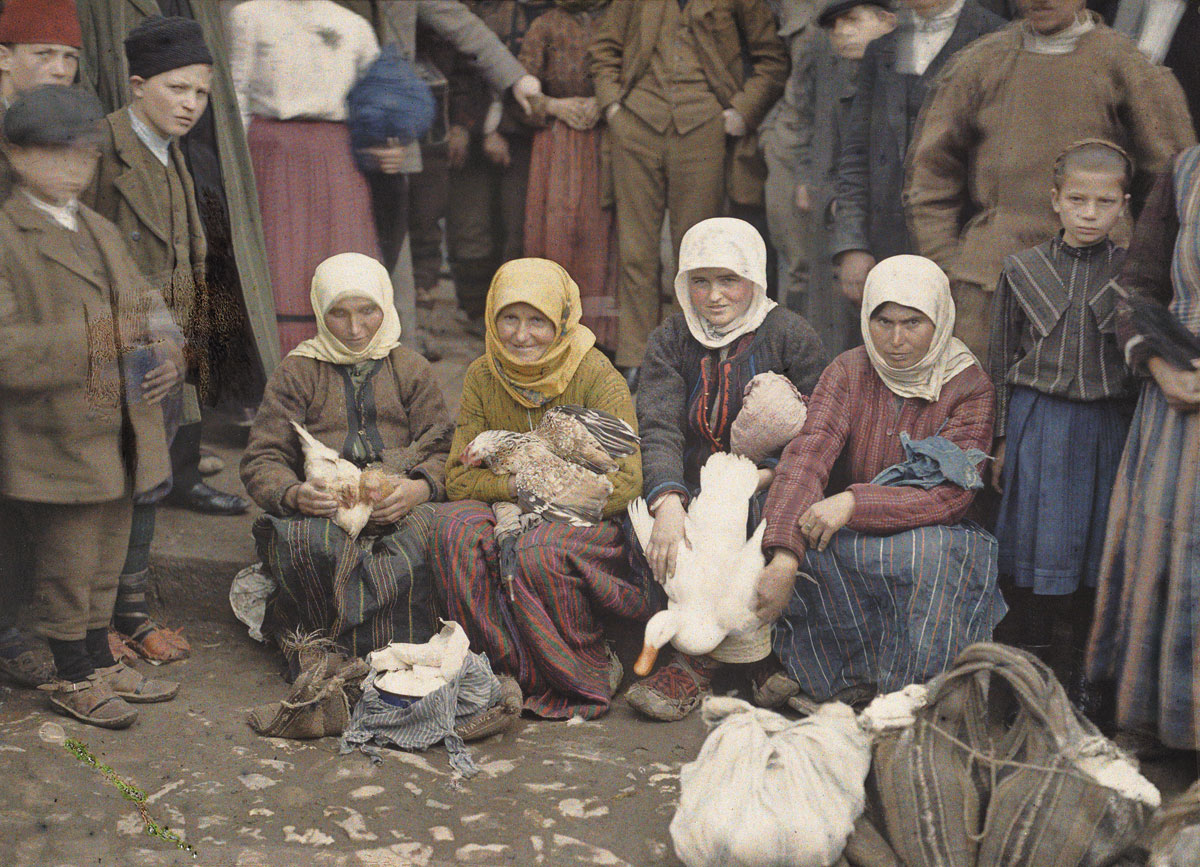
Рынок (Крушевац, Сербия, 1913)
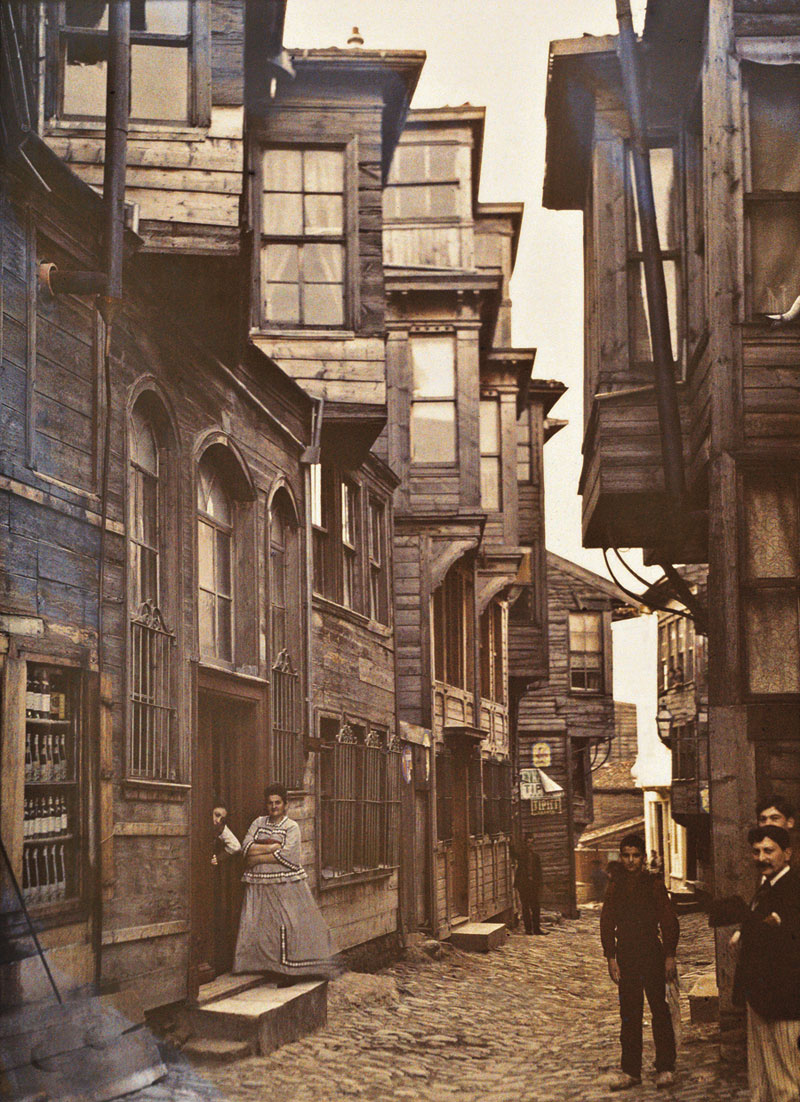
Деревянные дома в Бейоглу (Стамбул, Турция, 1912)
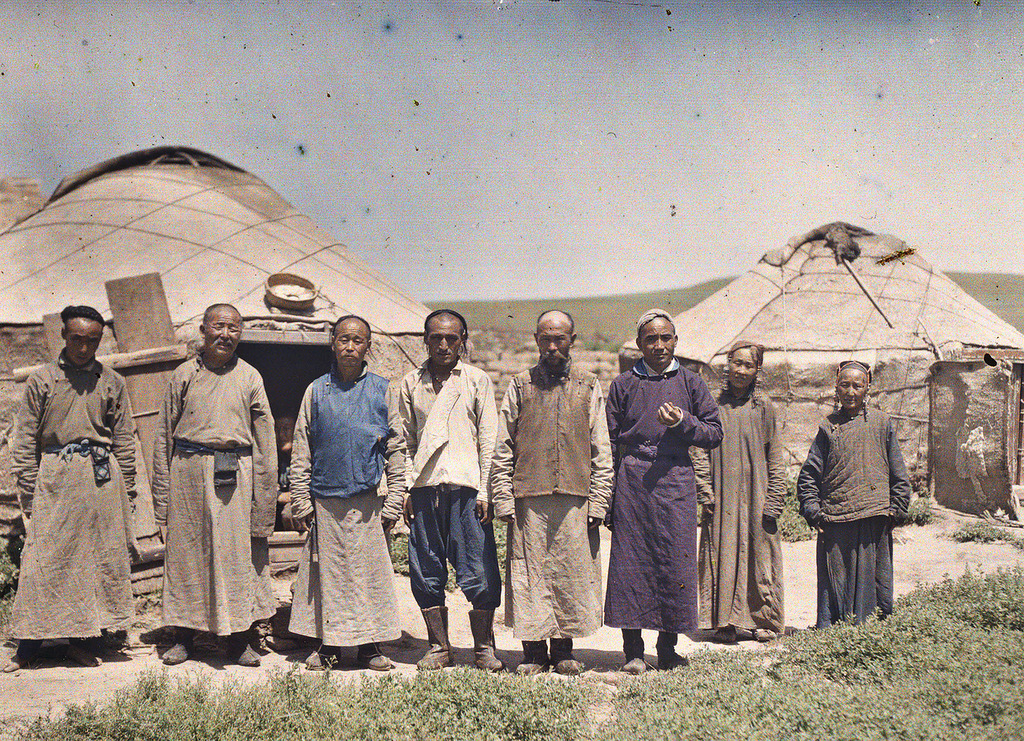
Внутренняя Монголия, 1912
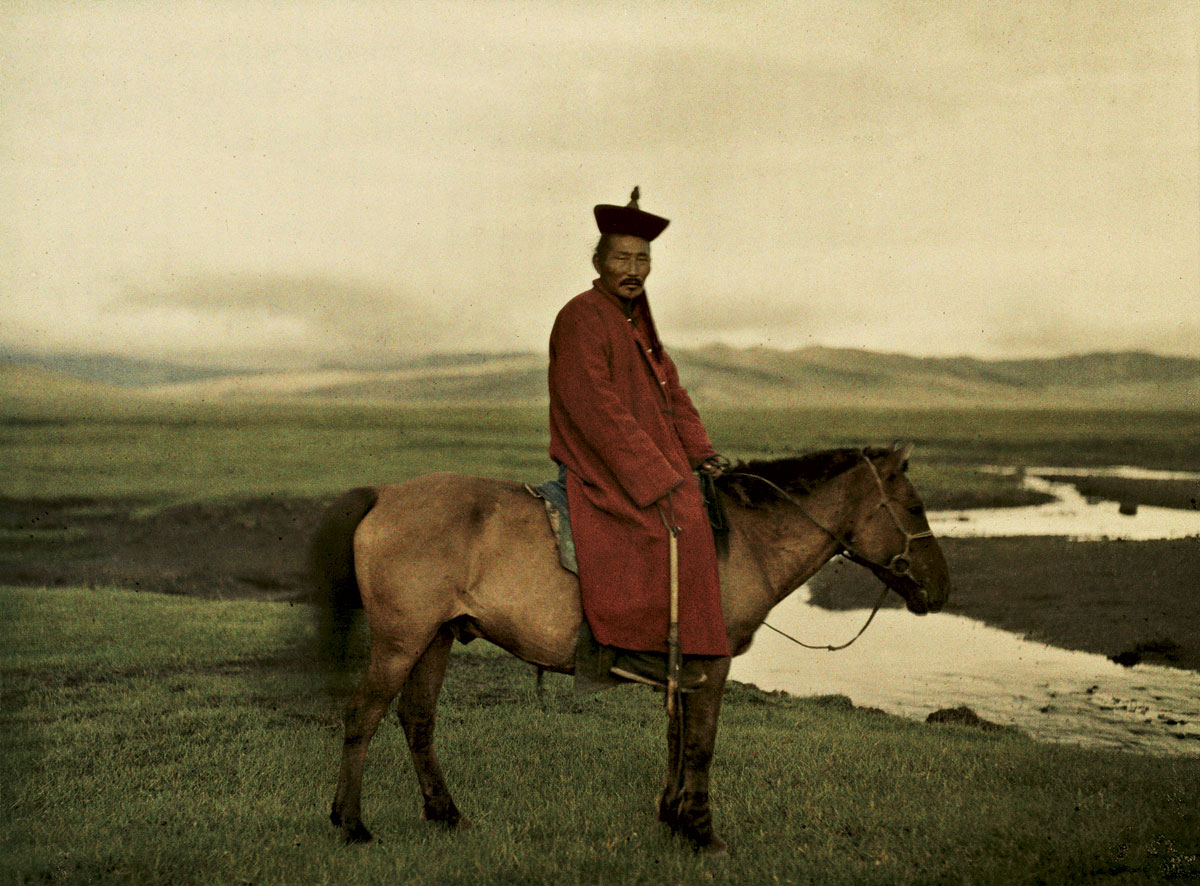
Буддистский лама (Монголия, 1913)
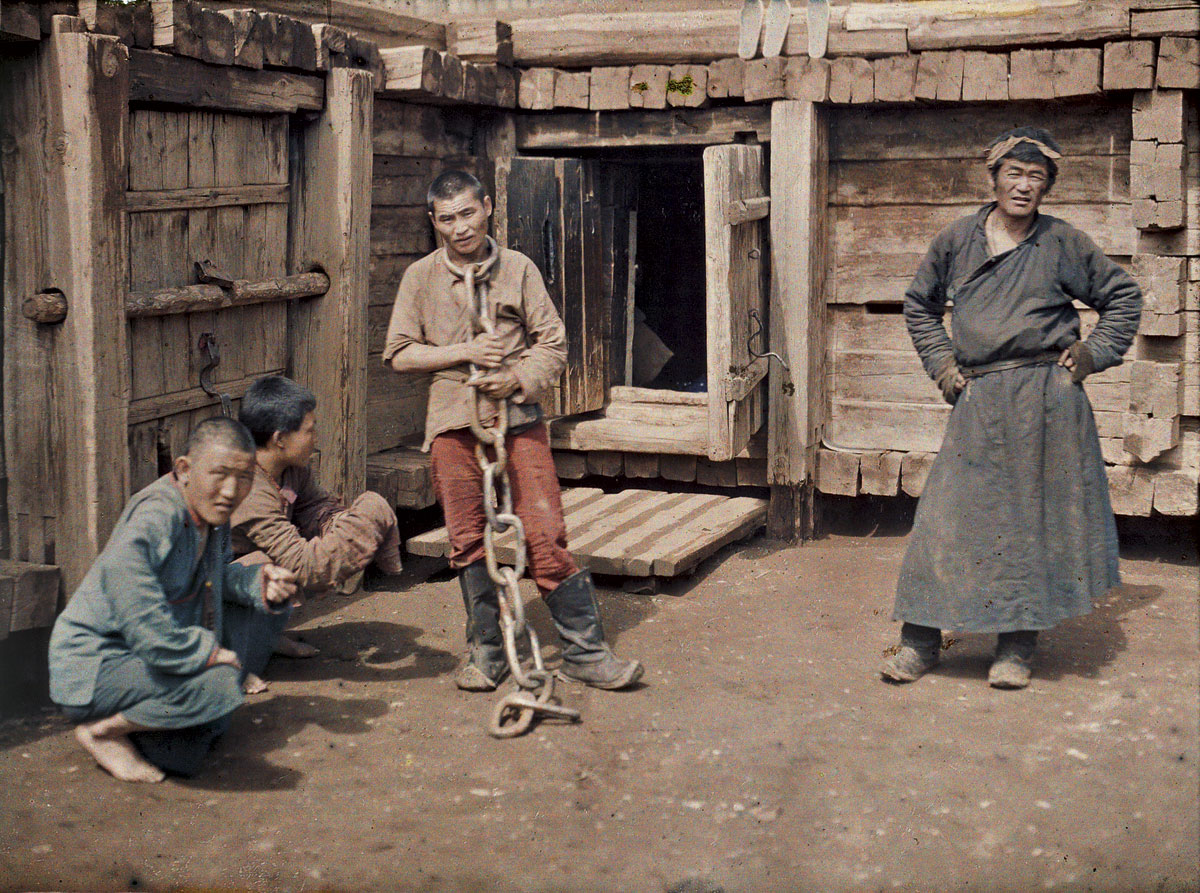
Заключённый (Улан-Батор, Монголия, 1913)
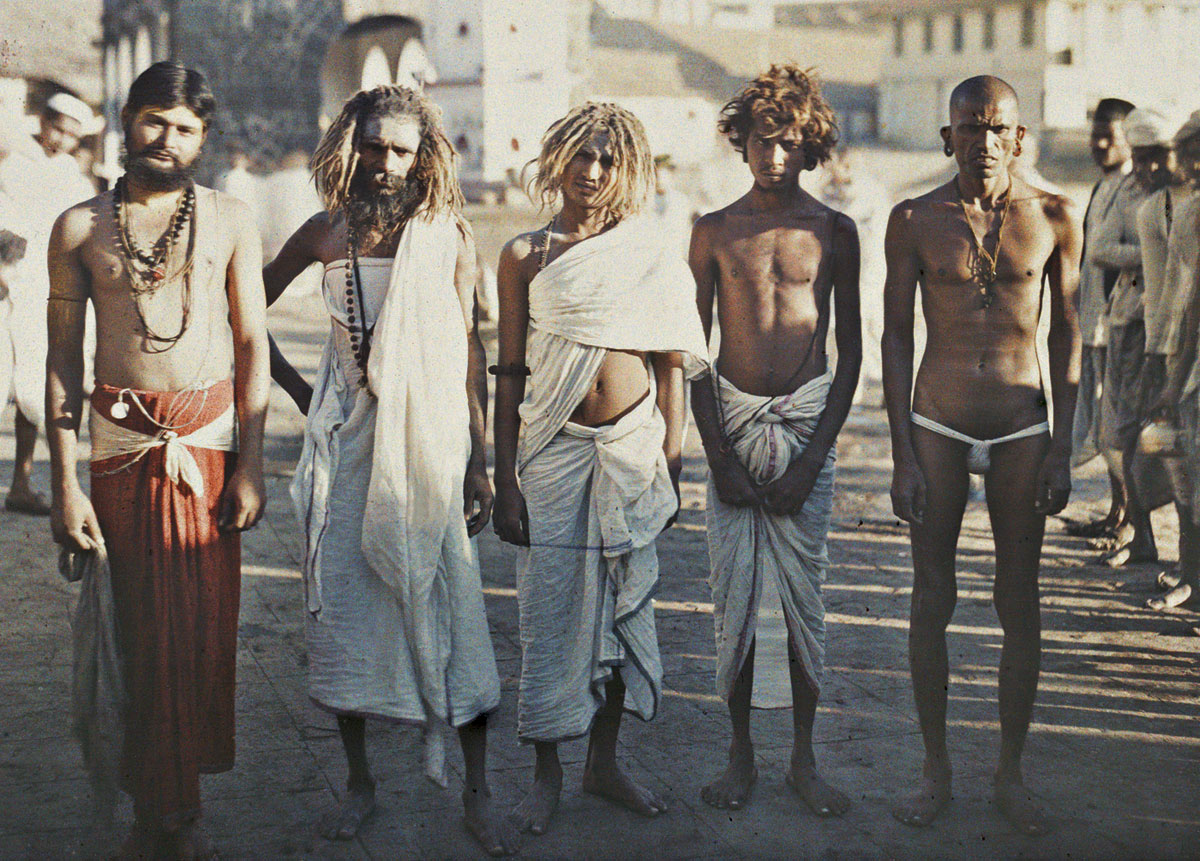
Садху (Бомбей, Индия, 1913)
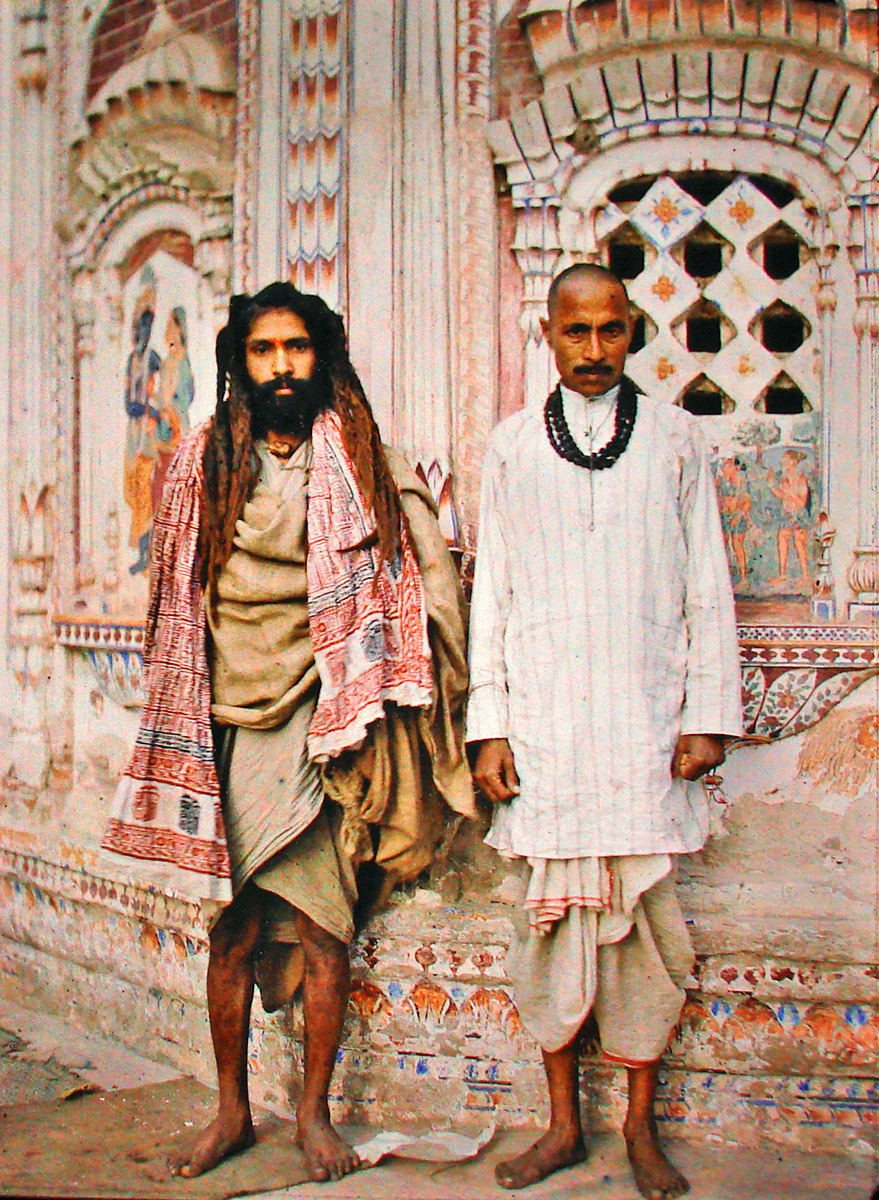
Садху и брахман (Лахор, Пакистан, 1914)
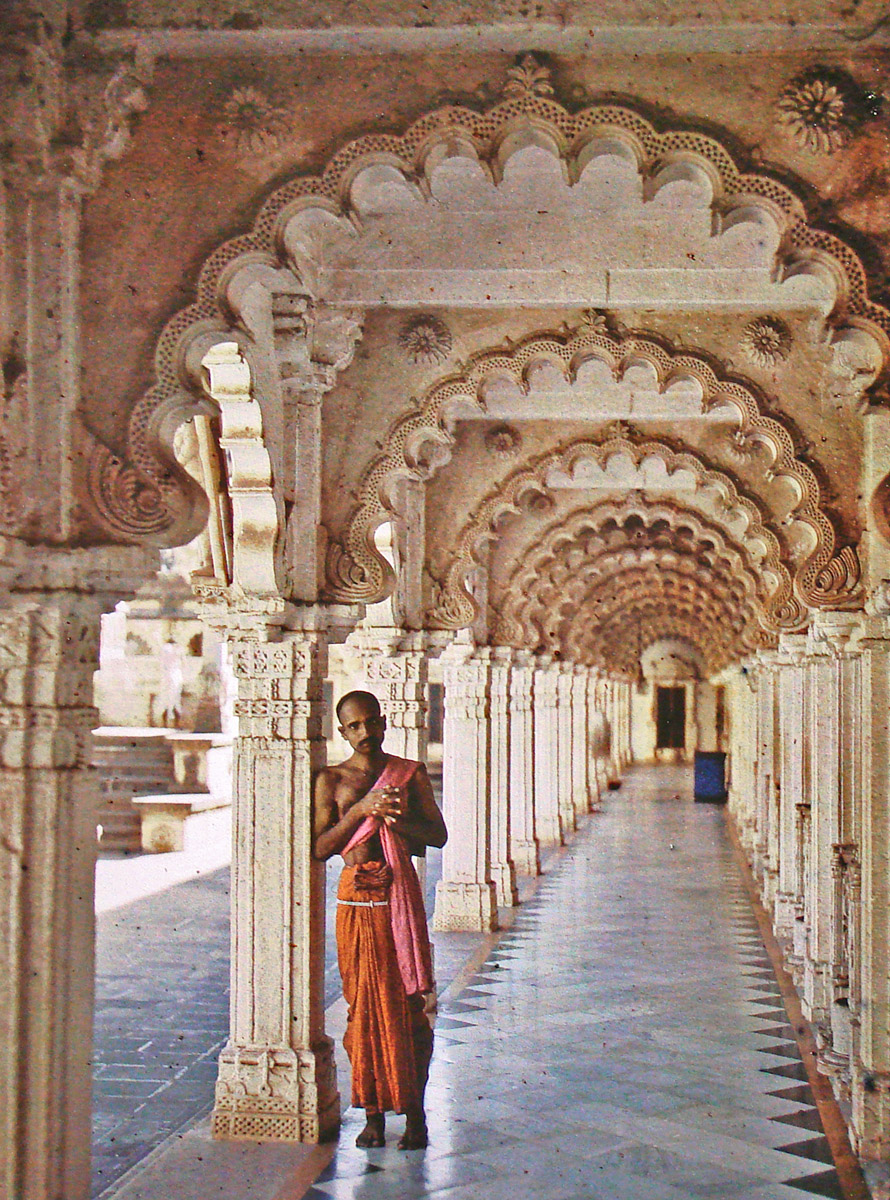
Служитель храма (Ахмадабад, Индия, 1913)
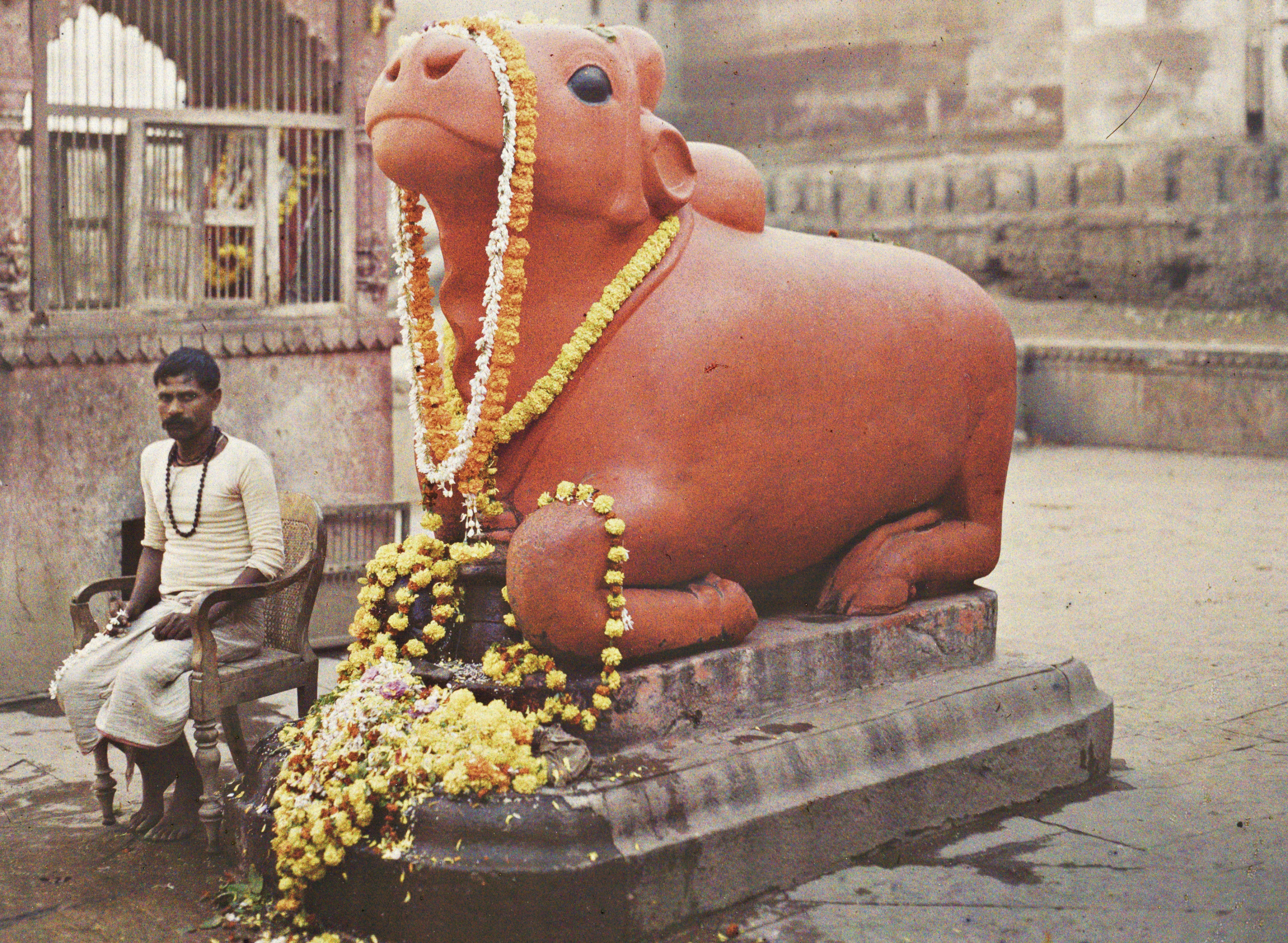
Статуя быка (Варанаси, Индия, 1914)